# 荣安地产
荣安地产股份有限公司 （深交所：000517）是中国深圳证券交易所的一家上市公司，主营业务范围为房地产开发与经营业。
2011年，该公司主营业务收入为1627407093.35元，公司净利润为404750497.11元，公司总资产为10325829311.80元。